# Dirk Hagemeijer
Dirk Marie Hagemeijer (Soerabaja, Nederlands-Indië, 20 mei 1912 - Sun City, Verenigde Staten, 19 februari 1999) was Engelandvaarder.
Dirk Hagemeijer bracht zijn jeugd door in Hilversum en Nijmegen. Hij deed eindexamen HBS-b. Toen de Tweede Wereldoorlog uitbrak, woonde hij in Den Haag en al gauw maakte hij met zijn broer Toon plannen om naar Engeland te gaan. Ze hadden al vaker op zee gezeild. Dirk kocht eind 1941 een runabout, een motorbootje van zes meter, voorzien van een 4-cilinder 22 pk Evinrude motor. Het bootje werd grijs geschilderd en kreeg de naam Flying Dutchman.
Nico Köhler en binnenschipper Pieter Smits zouden ook meegaan en Klaas Buisman, leerling-stuurman. Medio november vond overleg plaats in de groenteschuit van Pieter Smits, die bij zijn huis in De Lier lag. Ze wilden meteen die avond vertrekken. Die zondagochtend haalden ze Klaas Buisman op en voeren langs het eiland Rozenburg naar een stille kreek bij de Brielse Maas. Die avond wilden ze met eb geruisloos naar de zee drijven, maar toen het eb werd kwam er dichte mist opzetten en werd het plan afgeblazen. Ze gingen terug naar Vlaardingen.
Op donderdag 20 november gingen ze opnieuw met de groeteschuit naar de kreek. De wind kwam uit het oosten en er was lichte mist, zodat ze niet te zien zouden zijn vanaf de wal. Ze haalden de runabout uit het ruim en vertrokken. Tweemaal liepen ze vast op een zandbank en moesten ze het ijskoude water in om hem los te trekken, maar ongeveer 10 km verder waren ze op zee. Daar weigerde de motor, maar na een grondige beurt startte hij toch. Er bleek een boot in de buurt te zijn, die aangetrokken werd door het startgeluid. Met een lichtbundel werden ze gevonden. De motor hielp hen te ontsnappen. De wind draaide naar het zuidwesten en werd stormachtig. De motor had moeite vooruit te komen en begaf het na enkele uren. Ze dobberden rond, probeerden de aandacht te trekken van passerende Britse schepen en peddelden. Onder de kust van Cromer werden ze zondagochtend door torpedobootjager HMS Hambledon gevonden en naar Sheerness gebracht. Daarna werden ze voor verhoor naar de Patriotic School gebracht.
Later werden ze naar het buitenverblijf van koningin Wilhelmina in Maidenhead gebracht.
Dirk Hagemeijer sloot zich aan bij de Prinses Irene Brigade en kreeg een opleiding bij de RAF op de Nr 31 Elementary Flying Training School (EFTS) in DeWinton, Alberta. Zijn broer Toon was arts en werkte eerst in het Nederlands Hospitaal. Nadat hij vervangen was kwam hij ook bij de Brigade. Nico Köhler kwam bij de Brigade en bleef daar tot het einde van de oorlog. Klaas Buisman en Pieter Smits gingen bij de koopvaardij.
Dirk Hagemeijer werd mededirecteur van handelshuis Hagemeijer. Later emigreerde hij naar Arizona, waar hij in 1999 stierf.

## Onderscheidingen

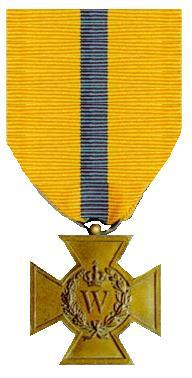
Bronzen Kruis op 30 april 1942
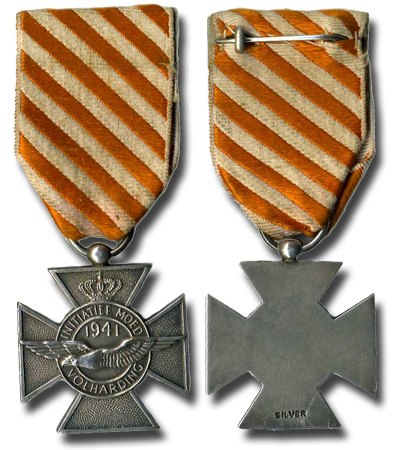
Vliegerkruis op 17 oktober 1945
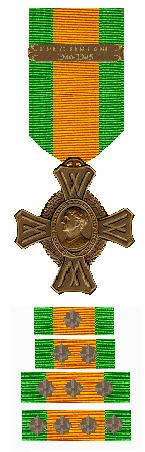
Oorlogsherinneringskruis